# Hlușîțea, Sarnî
Hlușîțea (în ucraineană Глушиця) este un sat în comuna Liuhcea din raionul Sarnî, regiunea Rivne, Ucraina.

## Demografie
Componența lingvistică a localității Hlușîțea
     Ucraineană (99,59%)
     Alte limbi (0,33%)
Conform recensământului din 2001, majoritatea populației localității Hlușîțea era vorbitoare de ucraineană (99,59%), existând în minoritate și vorbitori de alte limbi.